# 星新星 (专辑)
《星新星》（副标题“歌坛十二星”）是中国音乐人郭峰製作的专辑。专辑于1985年由中国唱片公司北京分公司发行，共收录了郭峰创作的十二首作品，邀请了十二位中国大陆歌手演唱，包括屠洪刚、朱桦、张彤、赵莉、崔健、张菊霞（即韦唯）、吴静、胡寅寅、张伟进、于佳易、付笛声、田鸣。

## 曲目
| 顺序 | 歌名           | 演唱             | 作曲 | 作词   | 时长 |
| ---- | -------------- | ---------------- | ---- | ------ | ---- |
| 01   | 我和你         | 屠洪刚           | 郭峰 |        |      |
| 02   | 让我再看你一眼 | 朱桦             | 郭峰 | 郭峰   |      |
| 03   | 心在为你跳动   | 张彤             | 郭峰 |        |      |
| 04   | 心曲           | 赵莉             | 郭峰 |        |      |
| 05   | 心的独白       | 崔健             | 郭峰 | 郭峰   |      |
| 06   | 回答我         | 张菊霞（即韦唯） | 郭峰 | 白桦   |      |
| 07   | 我多想         | 吴静             | 郭峰 | 耿大权 |      |
| 08   | 不只为了什么   | 胡寅寅           | 郭峰 |        |      |
| 09   | 道路           | 张伟进           | 郭峰 | 郭峰   |      |
| 10   | 爱的沙漠       | 于佳易           | 郭峰 |        |      |
| 11   | 等             | 付笛声           | 郭峰 |        |      |
| 12   | 大明星         | 田鸣             | 郭峰 |        |      |

## 相关

### 其他演唱版本
该专辑中多首歌曲后来被其他歌手演唱了不同的版本。专辑中有五首歌曲收录于郭峰在1999年发行的精选辑辉煌郭峰1981－1996中：
- 《让我再看你一眼》创作于1984年，在由朱桦首唱后，又被田震（收录于郭峰在1986发行的专辑《真诚与爱》）、韦唯（在中国中央电视台举办的第二届“全国青年歌手电视大奖赛”上首次演唱[5]）和郭峰本人演唱。
- 《回答我》在韦唯首唱后，又被成方圆在1987年“中德波恩之夜晚会”上演唱。
- 《道路》创作于1982年，由张伟进首唱。后来被董文华在1988年中国中央电视台春节联欢晚会上演唱。
- 《我多想》创作于1981年，该作品在中国民歌的基调上开创性地加入了中国大陆音乐极少使用、却在摇滚乐和雷鬼音乐中常用的反拍节奏[6]。除吴静演唱版本外，还有苏红（收录于1986年发行的苏红个人专辑《我多想唱》）、成方圆（1986年中国中央电视台春节联欢晚会演唱[7]）、吴小芸（在“纪念世界和平年：百名歌星演唱会”，收录于1987年发行的群星专辑《让世界充满爱（黑胶版）》）演唱的版本。
- 《心的独白》中同样运用了反拍节奏，具有早期摇滚乐（Rock N Roll）的风格，由崔健演唱[8][9]。

### 歌曲使用
- 专辑中歌曲《让我再看你一眼》、《我多想》和《大明星》是同年发行的由郭峰担任音乐制作的电影《大明星》的主题曲。[3][10][11][12]其中《让我再看你一眼》入选人民音乐出版社2005年出版的《中国电影百年・经典歌曲》（朱天纬主编）。[13]

### 获奖
- 1986年，在中国中央电视台举办的第二届“全国青年歌手电视大奖赛”上，韦唯凭借演唱“让我再看你一眼”获专业组通俗唱法二等奖，自此这首歌在中国国内广为流行[14][15][16]。